# Anders Holmertz
Anders Holmertz (Motala, Suècia 1968) és un nedador suec, ja retirat, guanyador de 5 medalles olímpiques.

## Biografia
Va néixer l'1 de desembre de 1968 a la ciutat de Motala, població situada al comtat d'Östergötland. És germà del també nedador i medallista olímpic Per Holmertz.

## Carrera esportiva
Va participar, als 15 anys, en els Jocs Olímpics d'Estiu de 1984 realitzats a Los Angeles (Estats Units), on aconseguí ser sisè en els relleus 4x200 metres lliures, guanyant així un diploma olímpic, a més de finalitzar dotzè en els 200 m. lliures, vint-i-dosè en els 1.500 m. lliures i vint-i-tresè en els 400 m. lliures. En els Jocs Olímpics d'Estiu de 1988 celebrats a Seül (Corea del Sud) aconseguí guanyar la medalla de plata en la prova dels 200 metres lliurs, finalitzant sisè en els relleus 4x200 metres lliures i vuitè en els 400 m. lliures. En els Jocs Olímpics d'Estiu de 1992 celebrats a Barcelona (Catalunya) aconseguí guanyar tres medalles: la medalla de plata en els 200 metres lliures i en els relleus 4x200 m. lliures, i la medalla de bronze en els 400 m. lliures, a més de finalitzar cinquè en els relleus 4x100 m. lliures. En els Jocs Olímpics d'Estiu de 1996 realitzats a Atlanta (Estats Units), la seva última participació olímpica, aconseguí guanyar la medalla de plata en els relleus 4x200 metres liures i finalitzà cinquè en els 200 m. i 400 m. lliures i setè en els relleus 4x100 m. lliures.
Al llarg de la seva carrera ha guanyat dues medalles en el Campionat del Món de natació, una d'elles d'or; tres medalles en el Campionat del Món de natació en piscina curta i tretze medalles en el Campionat d'Europa de natació, una d'elles d'or.